# 欧雷勒 (德龙省)
欧雷勒（法語：Aurel，法語發音：[oʁɛl]）是法国德龙省的一个市镇，属于迪镇区。

## 地理
欧雷勒（44°41'44"N, 5°17'56"E）面积26.26 平方千米，位于法国奥弗涅-罗讷-阿尔卑斯大区德龙省，该省份为法国东南部内陆省份，北起顺时针与伊泽尔省、上阿尔卑斯省、上普罗旺斯阿尔卑斯省、沃克吕兹省和阿尔代什省接壤。
与欧雷勒接壤的市镇（或旧市镇、城区）包括：迪瓦地区索洛尔、巴尔萨克、埃斯珀内勒、迪瓦地区蒙莫尔、里蒙和萨韦勒、迪瓦地区圣伯努瓦、韦尔舍尼。

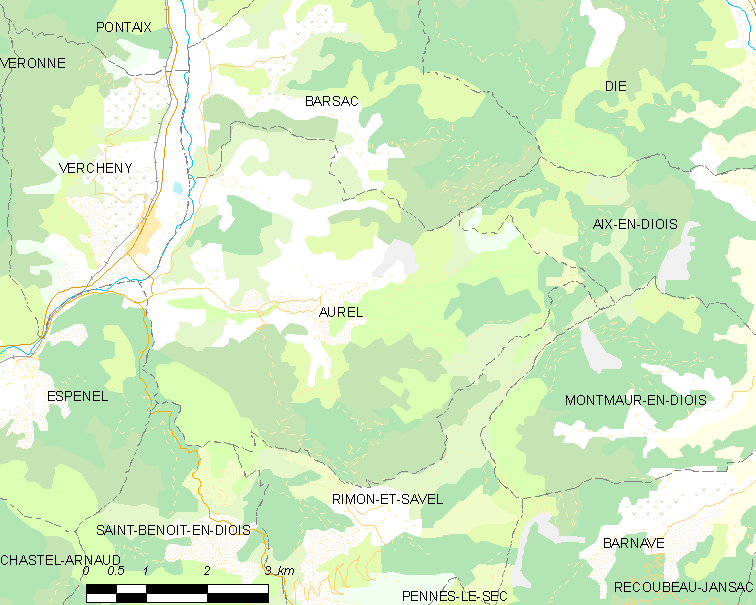
的OSM定位图

欧雷勒的时区为UTC+01:00、UTC+02:00（夏令时）。

## 行政
欧雷勒的邮政编码为26340，INSEE市镇编码为26019。

## 政治
欧雷勒所属的省级选区为迪瓦县。

## 人口

1962-2008年间人口变化图示

欧雷勒于2022年1月1日时的人口数量为262人。